# Friedrich Jendrosch
Friedrich Jendrosch, né le 22 mai 1890 dans le village de Łomnica (Lomnitz, à l'époque) en Silésie prussienne et assassiné le 28 novembre 1944 dans le camp de concentration d'Oranienbourg-Sachsenhausen, est un homme politique allemand.

## Biographie
Il suit successivement des apprentissages de boulangerie puis de serrurerie avant de trouver finalement un emploi comme cheminot à Hindenburg dans sa Silésie natale en 1908. Il se syndique et adhère au Parti social-démocrate, puis adhère en 1919 au Parti communiste d'Allemagne (KPD). En 1920 il est élu conseiller municipal à Hindenburg et, cette même année, député au parlement provincial de Haute-Silésie,.
Lors des élections législatives allemandes de mai 1924, il est élu député d'Opole au Reichstag de la république de Weimar. Il perd toutefois son siège le 28 juin lorsque les résultats dans sa circonscription sont cassés par un tribunal administratif. En décembre 1924 il est élu député au Parlement prussien, où il siège jusqu'en 1932. En 1931 il est licencié de la Deutsche Reichsbahn (la compagnie nationale des chemins de fer) en raison de ses activités politiques. Il survit dès lors comme petit commerçant sur un marché local,,.
En août 1944, il est arrêté dans le cadre de l'Aktion Gitter, la vague d'arrestations massives d'anciens élus et de syndicalistes après le complot du 20 juillet 1944. Interné au camp de concentration de Sachsenhausen, il y est assassiné par les SS,.
Il est l'un des anciens députés commémorés par le Mémorial en souvenir des 96 membres du Reichstag assassinés par les nazis, devant le palais du Reichstag.